# Västerbottenskommunernas arkitekt- och byggnadskontor
VAB (Västerbottenskommunernas arkitekt- och byggnadskontor) var ett arkitektkontor med avdelningar i Umeå, Skellefteå och Lycksele som samägdes av kommunerna i Västerbottens län.

## Historik
På grund av den ökade tätortsbefolkningen i Västerbottens kommuner under efterkrigstiden bildades VAB 1956 för att tillgodose det växande behovet offentliga byggnader, såsom skolor, ålderdomshem och administrationslokaler. En konstituerande föreningsstämma hölls den 27 februari 1956 med ombud för 20 av länets landskommuner. 15 augusti samma år började den förste kontorschefen Åke Lundberg samt arkitekterna Bengt Lidström och Tage Hörnquist arbetet i en trerumslägenhet på Bondegatan 1 på Teg. Året därpå övertogs Lantbruksförbundets byggnadsförenings (LBF) Umeåkontor genom fusion, och kontoret flyttade till större lokaler i gamla kommunalhuset på Bryggargatan 6. 1966 hade personalstyrkan växt avsevärt och beslut om byggnation av ett nytt kontorshus med 130 arbetsplatser togs. Kontorshuset uppfördes 1968 efter ritningar av VAB:s Erik Lindgren, 1964, Ingvar Olsson och Richard Hjelmstedt, 1968.
1965 öppnades ett filialkontor i Skellefteå, med eget kontorshus byggt 1977. Tobé Arkitektkontor i Lycksele övertogs 1976 och blev därmed VAB:s tredje filial.

### Projekt i urval

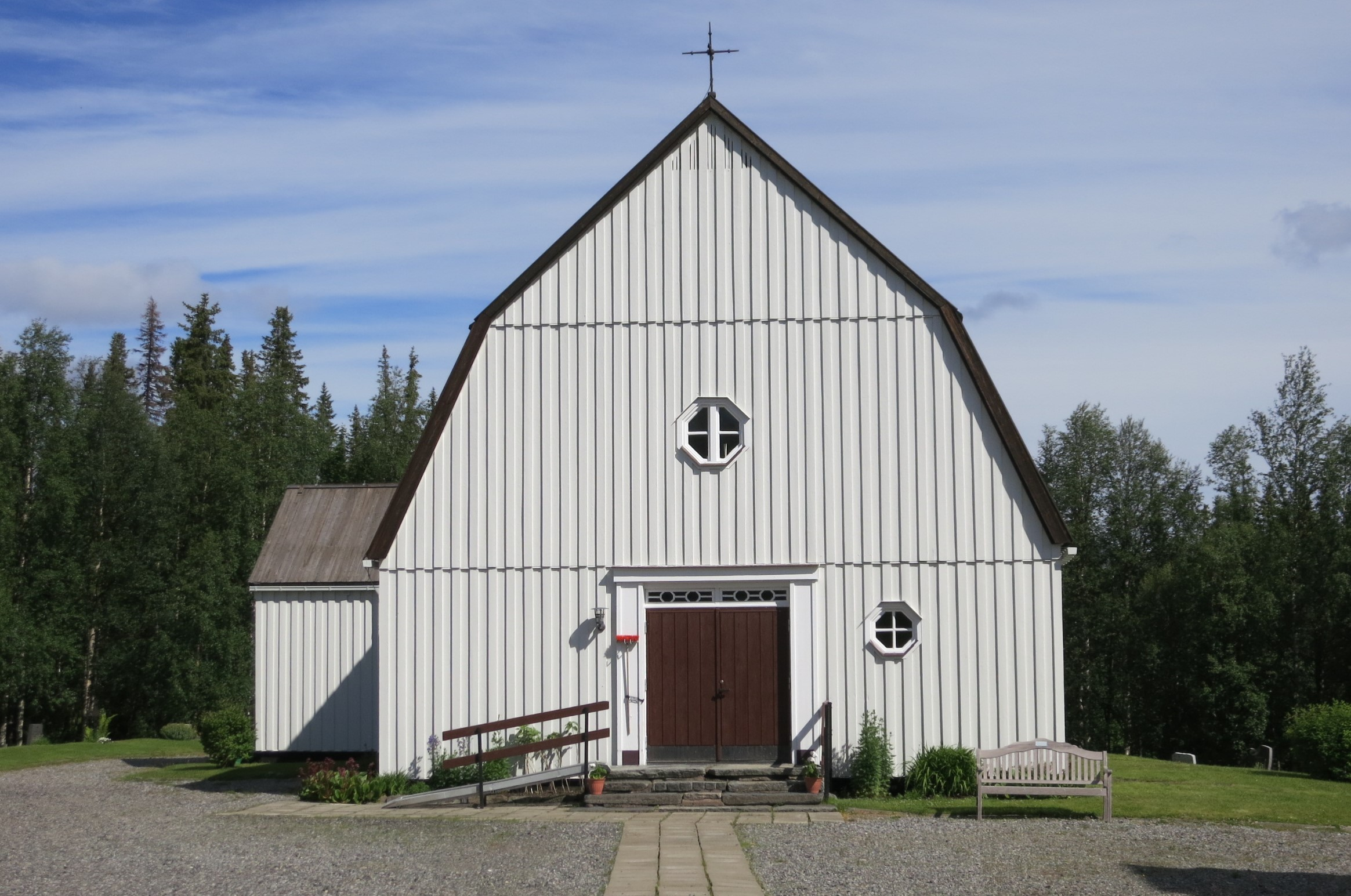
Saxnäs kyrka, Åke Lundberg 1959
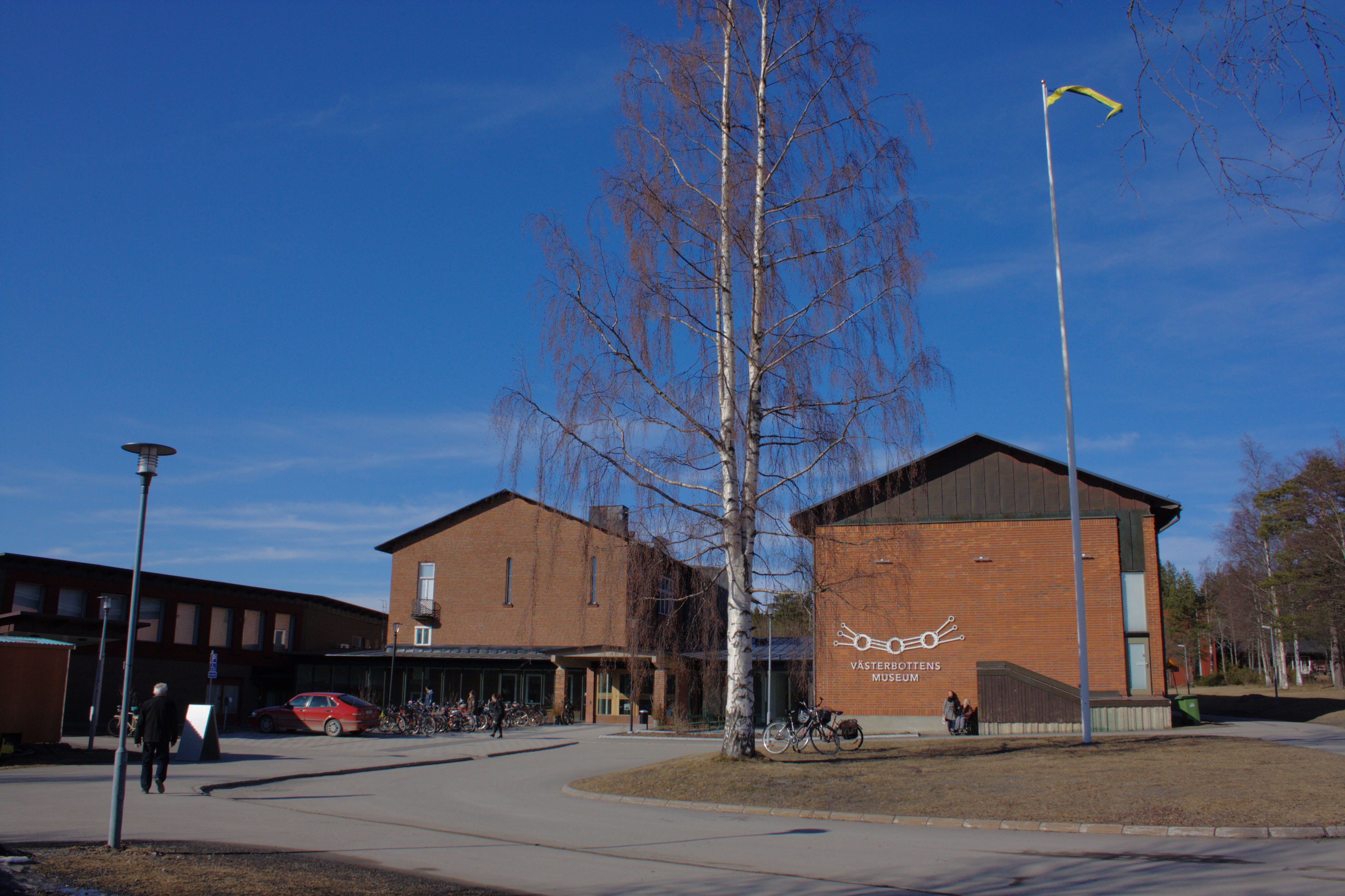
Utbyggnad av Västerbottens museum, Umeå, Åke Lundberg 1976
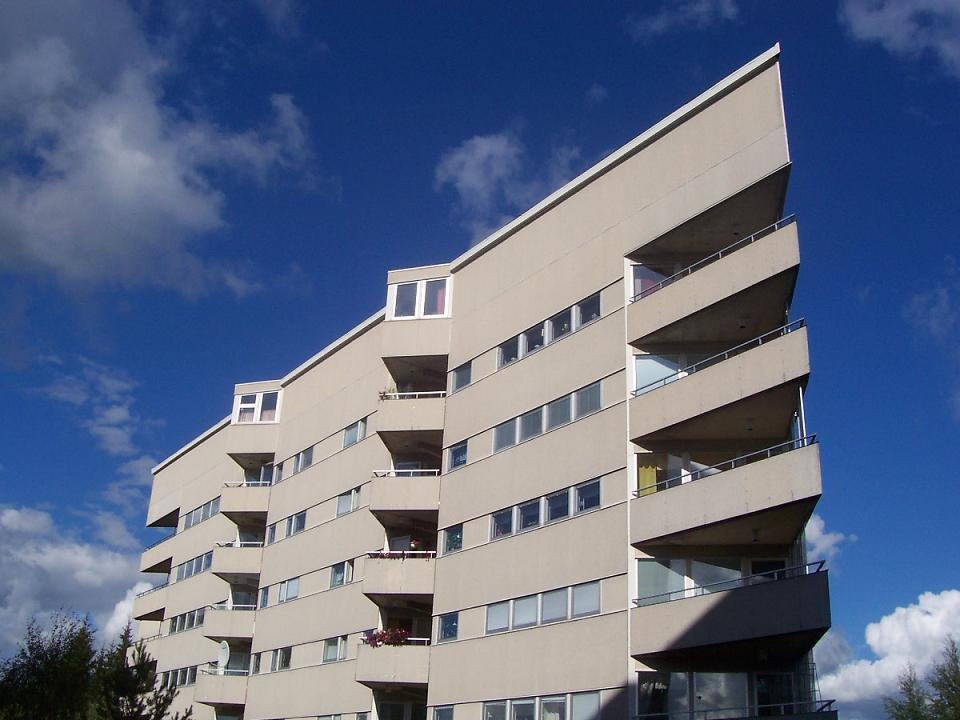
"Tobleronehusen", Umeå, Svante Öhman 1981
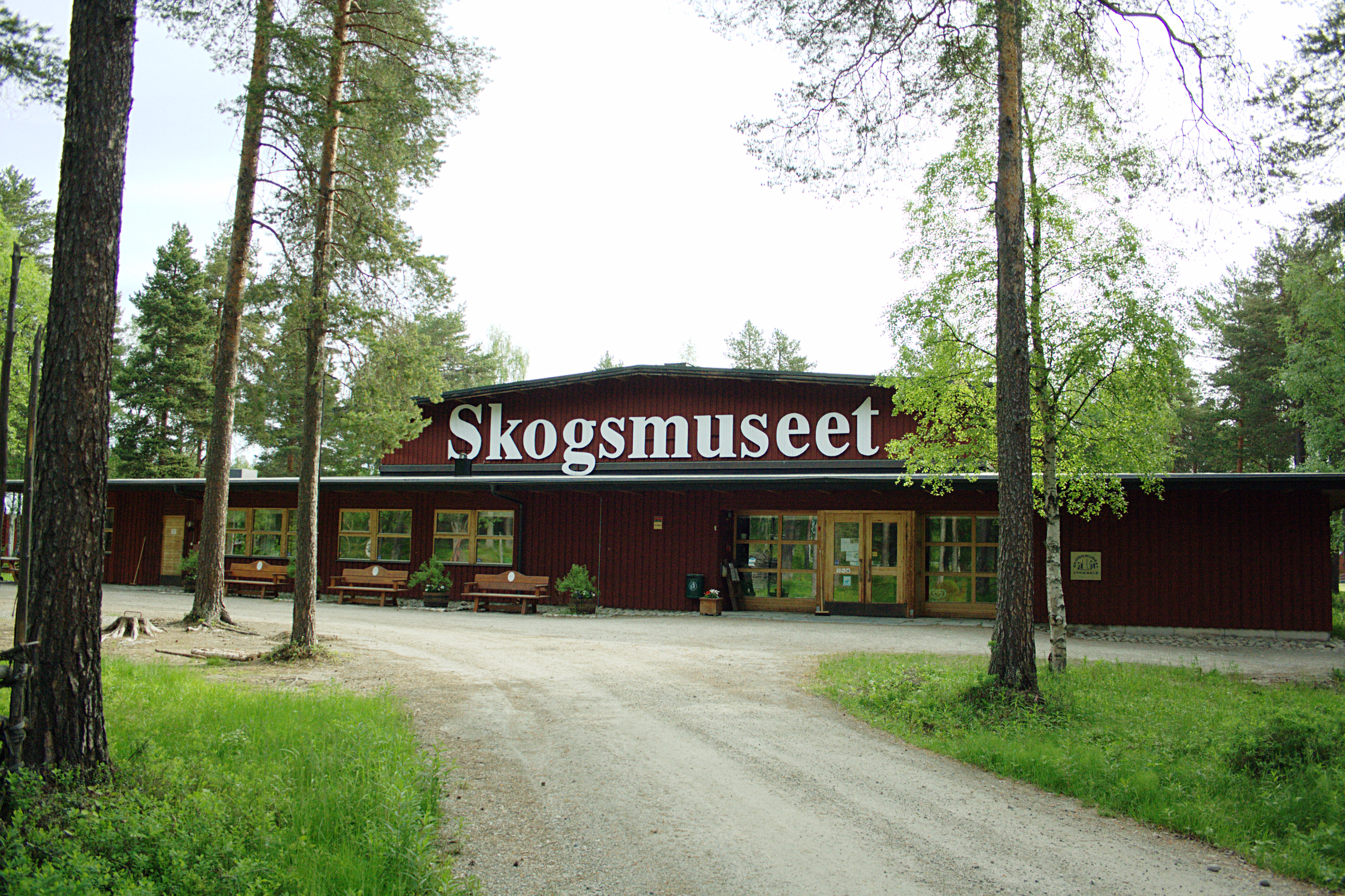
Skogsmuseet, Lycksele, Inger Tobé 1992

## Kulturhistorisk verksamhet
En arbetsgrupp ledd av Bengt Lidström kom så småningom att nästan uteslutande ägna sig åt restaurering av gamla träbyggnader. Sävargården och Helena Elisabeth kyrka på Västerbottens museum såväl som kyrkor, prästgårdar, herrgårdar och hundratals Västerbottensgårdar i hela Västerbottens län har bevarats genom VAB:s arbete.

### Restaureringar i urval

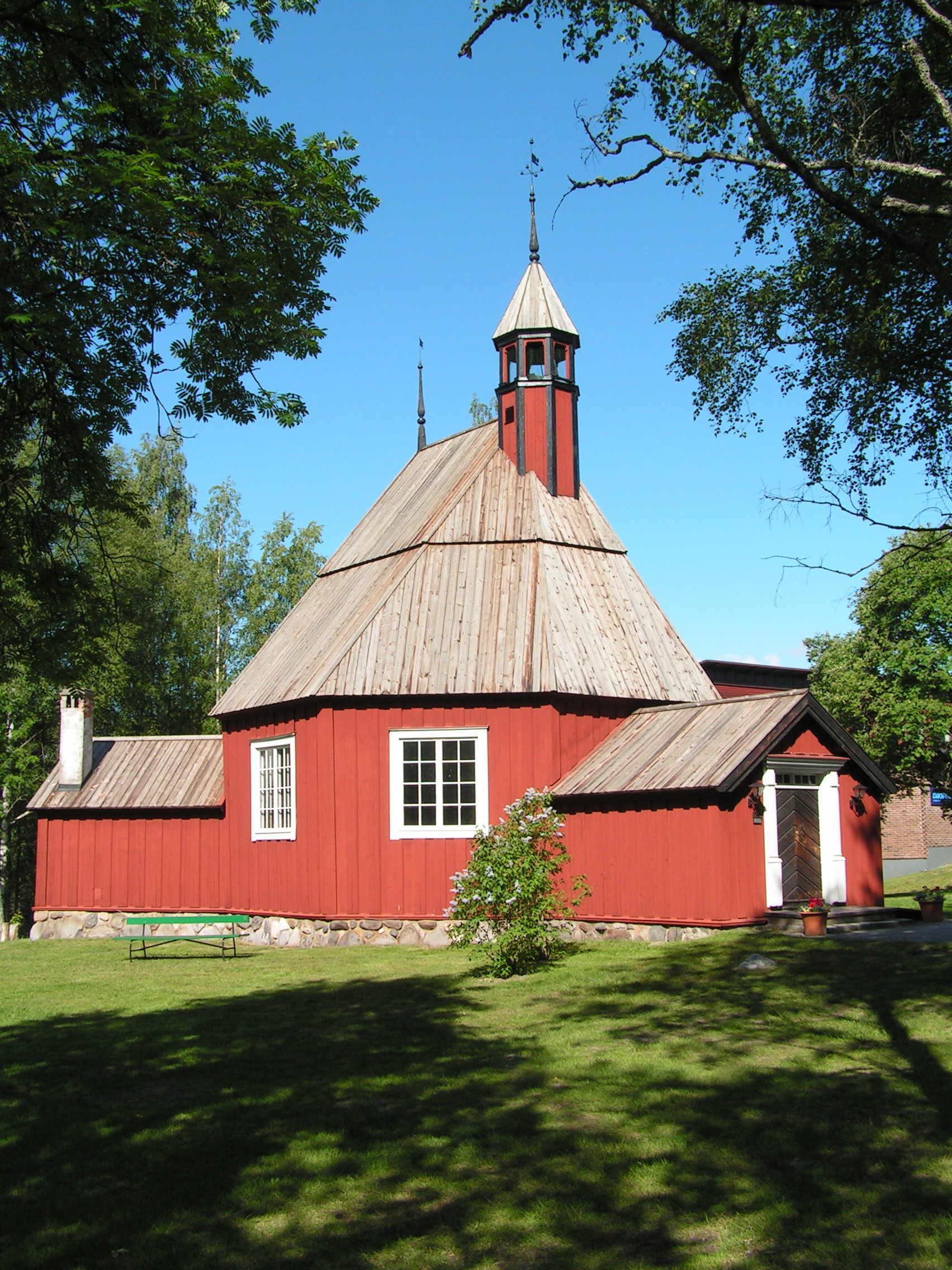
Helena Elisabeth kyrka, rekonstruktion av Holmöns första kyrka, Bengt Lidström 1958
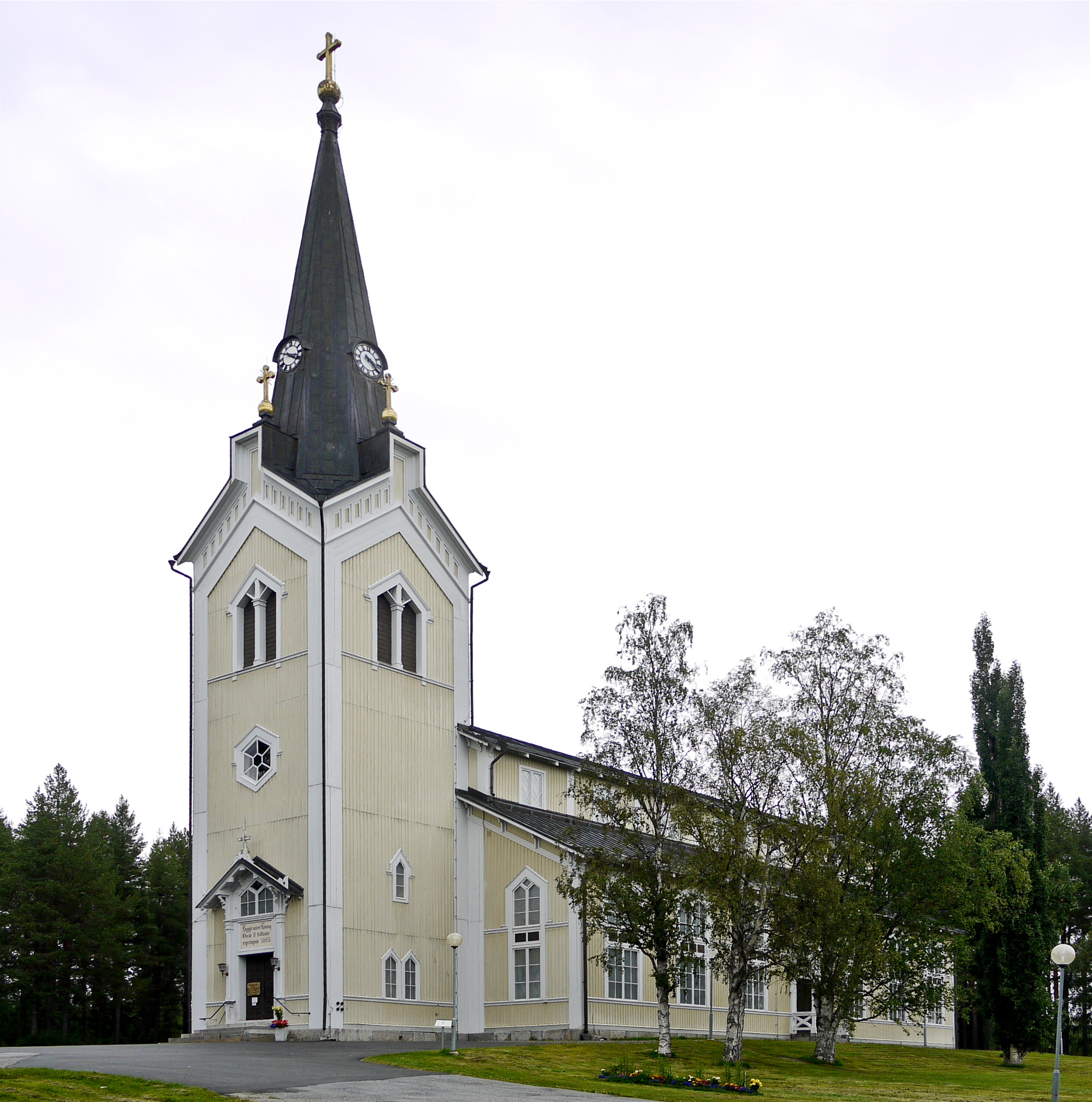
Stensele kyrka, Bengt Lidström 1978
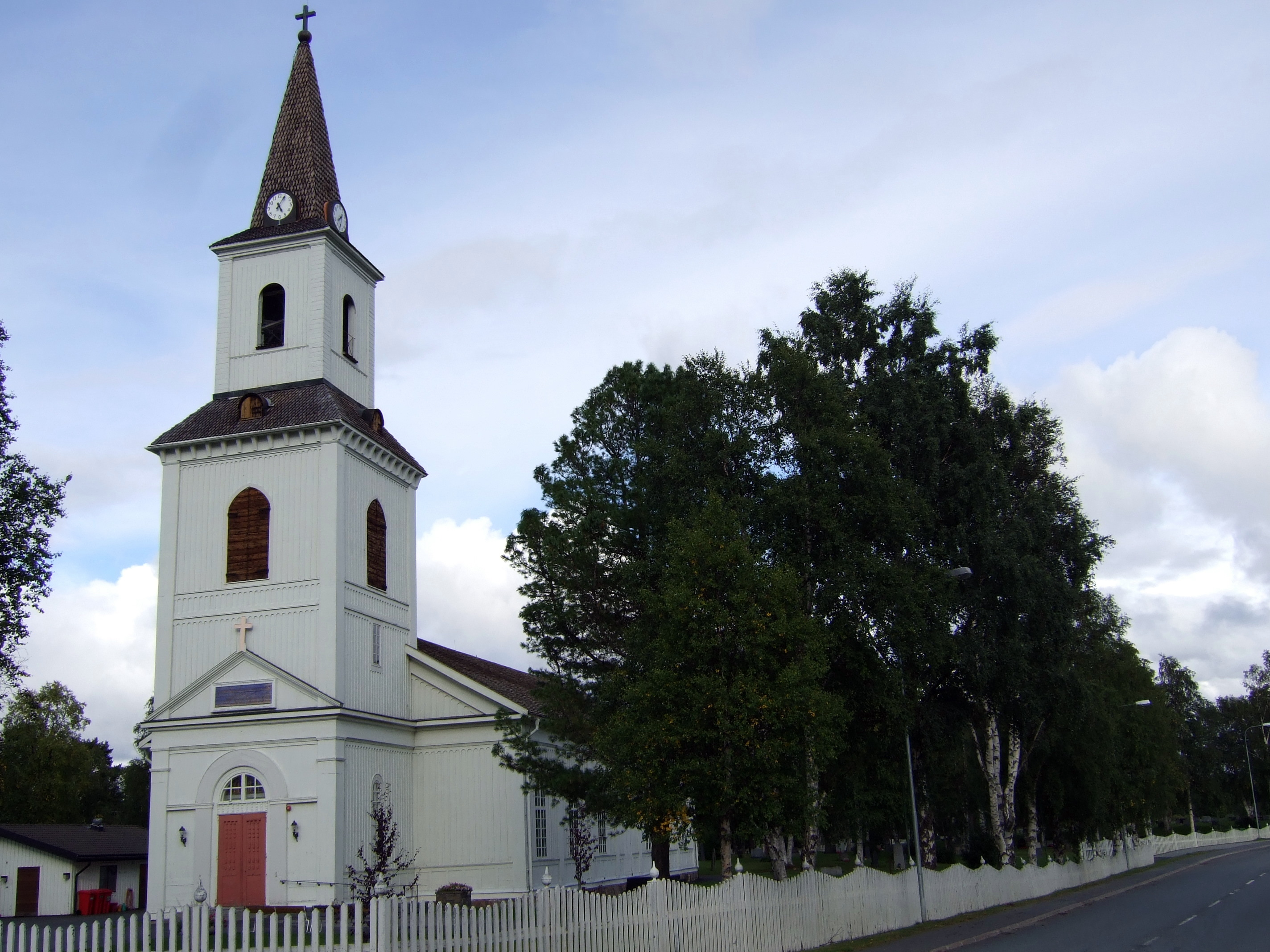
Sorsele kyrka, Rolf Sixtensson 1988
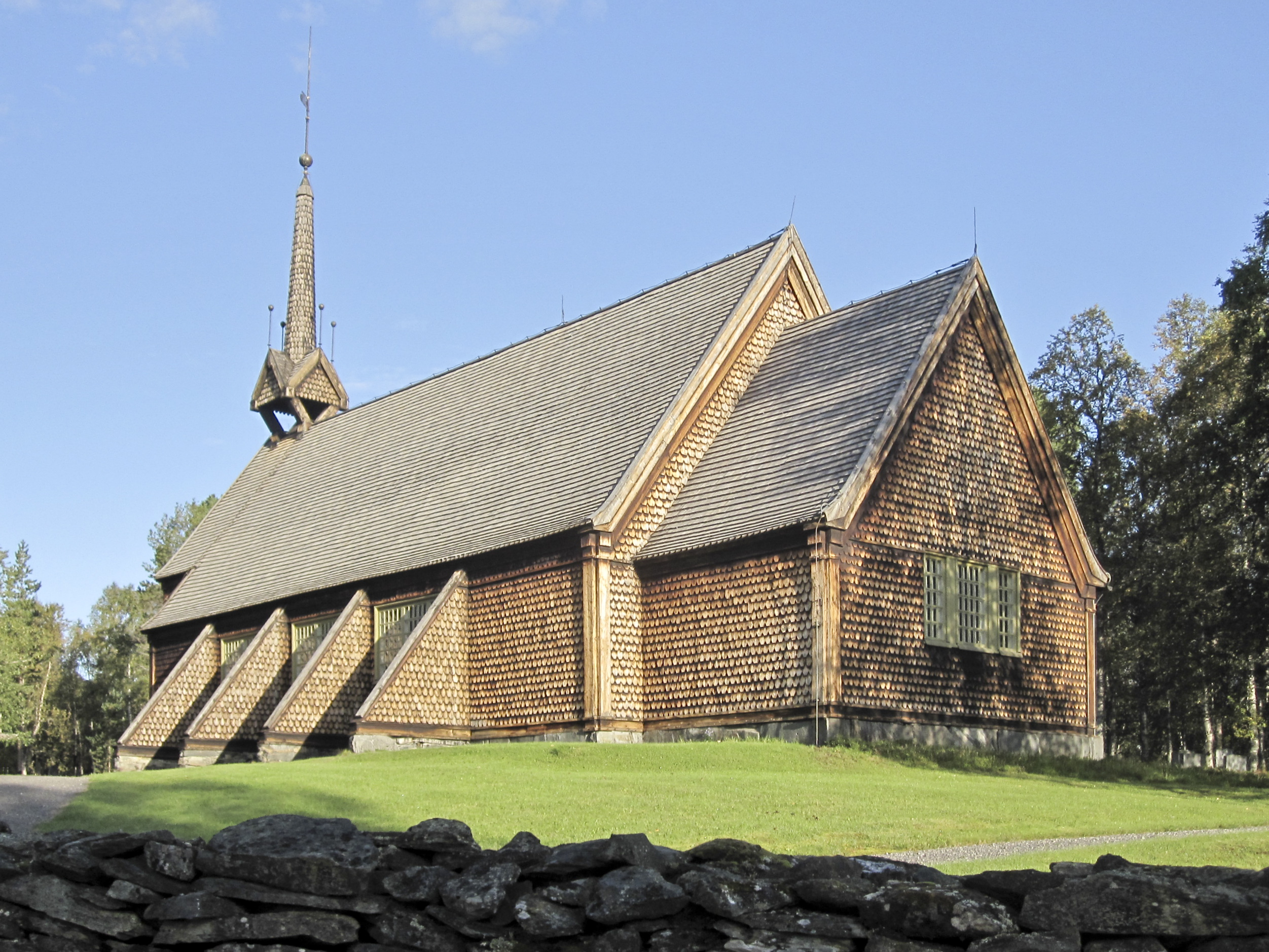
Ammarnäs kyrka, Rolf Sixtensson 1992